# Drymeia altica
Drymeia altica är en tvåvingeart som beskrevs av Adrian C. Pont 1981. Drymeia altica ingår i släktet Drymeia och familjen husflugor.
Artens utbredningsområde är Nepal. Inga underarter finns listade i Catalogue of Life.